# Zelandobius
Zelandobius är ett släkte av bäcksländor. Zelandobius ingår i familjen Gripopterygidae.

## Dottertaxa tillZelandobius, i alfabetisk ordning[1]
- Zelandobius alatus
- Zelandobius albofasciatus
- Zelandobius auratus
- Zelandobius brevicauda
- Zelandobius childi
- Zelandobius confusus
- Zelandobius cordatus
- Zelandobius crawfordi
- Zelandobius dugdalei
- Zelandobius edensis
- Zelandobius edwardsi
- Zelandobius foxi
- Zelandobius furcillatus
- Zelandobius gibbsi
- Zelandobius illiesi
- Zelandobius inversus
- Zelandobius jacksoni
- Zelandobius kuscheli
- Zelandobius macburneyi
- Zelandobius mariae
- Zelandobius montanus
- Zelandobius ngaire
- Zelandobius patricki
- Zelandobius peglegensis
- Zelandobius pilosus
- Zelandobius takahe
- Zelandobius truncus
- Zelandobius unicolor
- Zelandobius uniramus
- Zelandobius wardi